# Myślenie symboliczne
Myślenie symboliczne – kategoria psychologii, kognitywistyki, antropologii filozoficznej opisująca ludzkie czynności umysłowe polegające na świadomym manipulowaniu pojęciami symbolicznymi takimi jak słowa, znaczące gesty i znaki dla osiągnięcia celu komunikacyjnego oraz poznawczego.
Kategoria myślenia symbolicznego została wprowadzona do nauk o człowieku na przełomie XIX i XX wieku kiedy niezależnie od siebie Edmund Husserl i George Herbert Mead stwierdzili, że język nie pochodzi z myślenia, lecz sam w sobie jest myśleniem gdyż nauka sposobu myślenia charakterystycznego dla człowieka jest tożsama z nauką języka rodzimego. W koncepcji myślenia symbolicznego zakłada się, że człowiek myśli w konkretnym języku a zjawisko myślenia w pozajęzykowych kategoriach abstrakcyjnych jest bardzo rzadkie.
Ludzkie myślenie potoczne powstaje zatem dzięki działaniu polegającym na dostosowywaniu do siebie wielu światów: świata działań, świata emocji, świata odczuć oraz symbolicznego świata znaków, nazw. We współczesnej humanistyce i szeroko pojętej filozofii języka trwa dyskusja nad pierwotną przystawalnością bądź nieprzystawalnością tych światów. Gdyby światy: afektywny, egzystencjalny i symboliczny były pierwotnie przystawalne a „rozeszły” się dopiero w procesie komplikacji sytuacji społeczno-egzystencjalno-symbolicznych, w których funkcjonuje człowiek, to powinien kiedyś istnieć uniwersalny język duszy, wspólna mowa całej ludzkości. Jak do tej pory intensywne badania językoznawczo-antropologiczno-archeologiczne nie znalazły śladów takiej pramowy co stwarza wrażenie, że każdy język naturalny wywodzi się od historycznie ukształtowanego w ramach konkretnego społeczeństwa sposobu translacji doświadczeń afektywno-egzystencjalnych na formy komunikacji symbolicznej (językowej).

## Koncepcje myślenia symbolicznego
Koncepcja Georga H. Meada
Koncepcja Ernsta Cassirera